# Sandra Gamarra

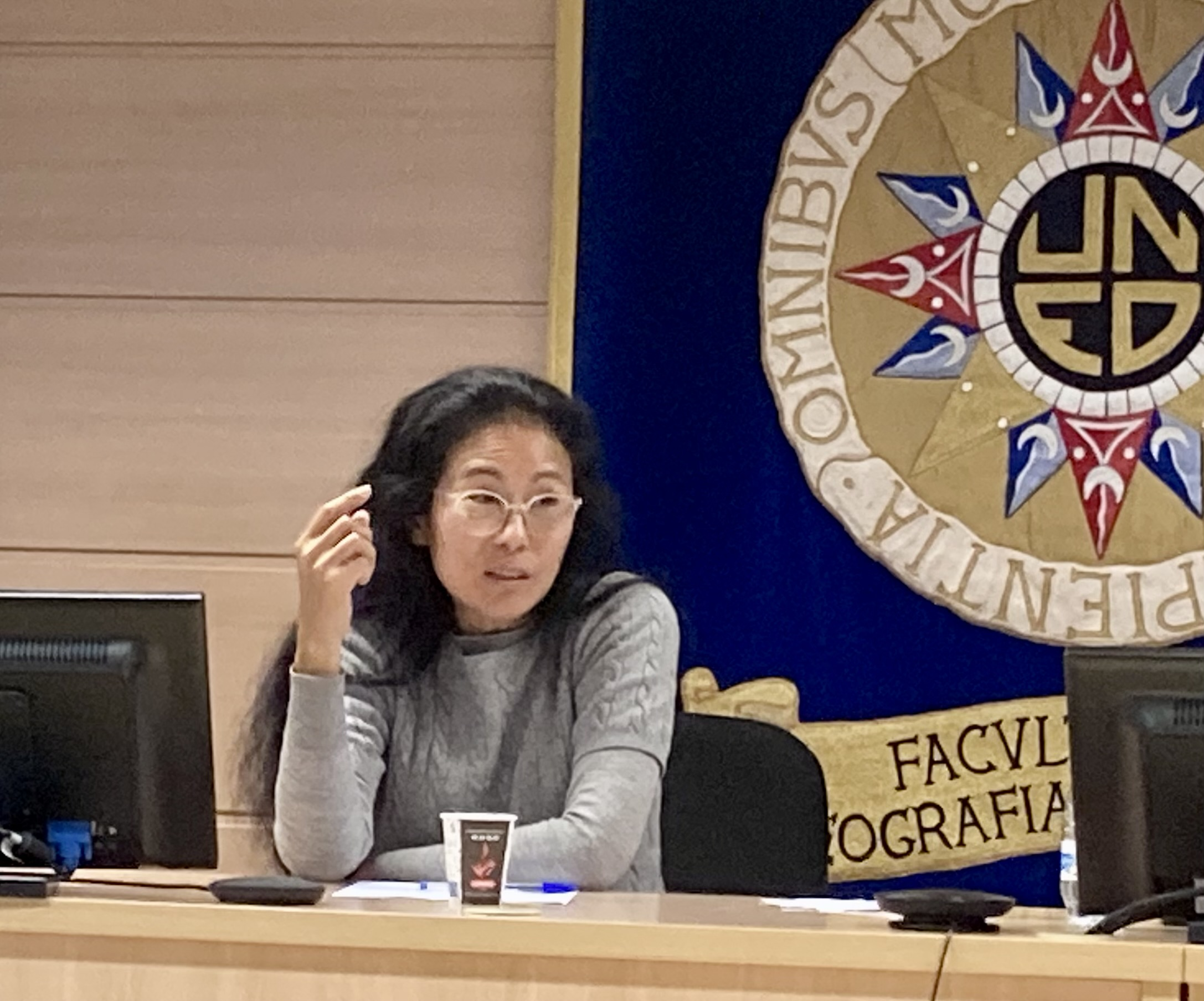
Sandra Gamarra (2024)

Sandra Gamarra Heshiki (geboren 1972 in Lima) ist eine multi-disziplinäre peruanische Künstlerin, die in Spanien lebt. Ihr Werk reflektiert das koloniale Erbe in der Welt der Kunst. Sie nutzt Methoden der Archivierung, der Dokumentation und der Aneignung. Sie bezieht nicht-künstlerische Objekte ein, die in die Kunst übertragen werden, um die Rolle und historische Verantwortung des Westens bei der kolonialen Ausbeutung aufzuzeigen.

## Karriere
Von 1990 bis 1997 studierte sie Kunst an der Päpstlichen Katholischen Universität von Peru. 2002 gründete sie das Museo de Arte Contemporáneo de Lima (LiMAC), ein reisendes Museum mit Heimatstandpunkt in Lima. Ziel war, den Besuchenden einen Eindruck zu vermitteln von den künstlerischen Projekten, die das städtische Leben beeinflussten. 2003 promovierte sie an der Universität Kastilien-La Mancha.
2009 vertrat sie Peru bei der Biennale von Venedig und 2010 bei der Biennale von São Paulo. Im Jahr 2021 eröffnete sie die Ausstellung Buen gobierno. Diese setzt sich mit dem Kolonialismus des ehemaligen spanischen Imperiums auseinander und thematisierte den Begriff des Anderen und dessen Auswirkungen auf die Kunst. Es kam zu einem Eklat mit der Ministerin für Kultur der autonomen Gemeinschaft Madrid, Marta Rivera de la Cruz. Diese verlangte und setzte durch, dass die Wörter racismo (Rassismus) und restitución (Restitution) aus dem Führer für Besuchende getilgt würden. Zudem schloss die Ministerin die Ausstellung vom Festival für hispano-amerikanische Kunst Hispanidad 2021 aus, die im September desselben Jahres stattfinden sollte.
2023 nahm sie an der 16. Biennale von Cuenca in Ecuador teil. Im selben Jahr wurde Sandra Gamarra auserwählt, Spanien im folgenden Jahr bei der Biennale von Venedig zu vertreten. Dabei gestaltete sie den spanischen Pavillon als alternatives Museum. Die Ausstellung mit dem Titel Pinacoteca migrante hinterfragt koloniale Narrative und traditionelle Methoden der Darstellung. Modifizierte Versionen von Werken von Diego Velázquez, Bartolomé Esteban Murillo und Francisco de Zurbarán zeigen die kolonialen Zusammenhänge auf, in denen die Künstler des Siglo de Oro ihre Werke schufen. Taxonomien zum kastenartigen sozialen Gefüge im kolonialen Mexiko zeigten die Beziehungen zwischen Kolonialisten und indigener Bevölkerung auf und die Rolle der Frauen als bloße Gebärmaschinen. Kupferplatten mit Bildern von verlassenen Dörfern im heutigen Spanien wurden ebensolchen Kupferplatten mit romantisierten Darstellungen antiker Ruinen gegenübergestellt, die von reisenden Künstlern angefertigt worden waren.

## Ausstellungen
Ausführliche Aufstellungen der zahlreichen Einzel- und Kollektivaufstellungen, auf denen Sandra Gamarra vertreten war, finden sich auf den Seiten des Museo de Arte Contemporáneo de Lima und der Galeria Leme in São Paulo.

## Museen und Sammlungen
Sandra Gamarra ist mit ihren Werken weltweit in Museen und Sammlungen vertreten, darunter:
- Banco de España, Madrid
- Deutsche Bank Art Collection
- MACBA, Barcelona
- Museu de Arte do Rio, Rio de Janeiro
- Museo de Arte de Lima
- MoMA, New York City
- Tate Modern, London
- UBS Art Collection

## Publikationen
Gemäß der Aufstellung des Museo de Arte Contemporáneo de Lima:
- Visita guiada. TF editores, Madrid 2003.
- Memoria Proyecto LiMAC. In: Itinerarios 04-05 XII Becas de Artes Plásticas. Fundación Botín, Santander 2005, S. 40–50.
- LiMAC en el MUSAC. In: Emergencias. MUSAC, León 2005, S. 158–163.
- Selección natural. Galería Leme, Lima 2009.

## Auszeichnungen und Stipendien
- 1996 Ehrende Erwähnung beim Preis der Päpstlichen Katholischen Universität von Peru für Malerei.[9]
- 1997 Erster Platz beim IV Concurso Nuevos Artistas, Banco de Crédito de Perú, Lima[9]
- 1998 Finalistin im III Concurso Artes Plásticas Patronato de Telefónica, Madrid.[9]
- 1999 Zweiter Platz im V Concurso de Pintura Johnnie Walker.[9]
- 1999 Finalistin im III Concurso Artes Plásticas Patronato de Telefónica, Madrid.[9]
- 2001 Fundación Carolina, Madrid. Gründungs-Stipendium.[5]
- 2003 MUSAC, Kastilien und León, Stipendium für künstlerische Arbeit.[5]
- 2004 Stiftung Marcelino Botín, Santander. Projektförderungs-Stipendium.[5]
- 2006 Preis der VI Bienal Internacional de Artes Plásticas der Stadt Alcorcón.[9]
- 2007 AVAM, Madrid. Projektzuschuss für Madrid Procesos 07.[5]